# Samoussy
Samoussy é uma comuna francesa na região administrativa de Altos da França, no departamento de Aisne. Estende-se por uma área de 25,04 km². Em 2010 a comuna tinha 390 habitantes (densidade: 15,6 hab./km²).